# Fokker C.IX

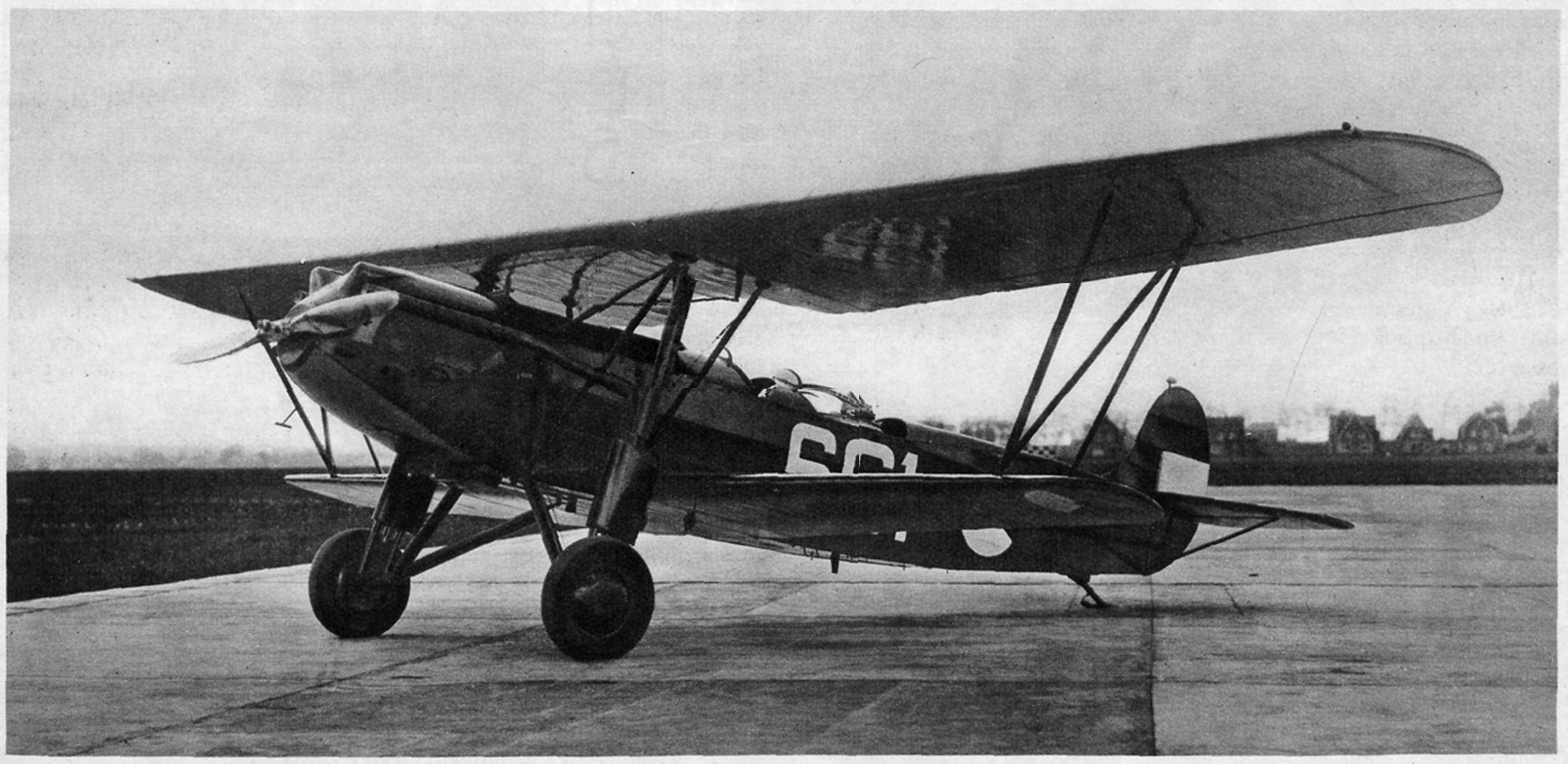
Fokker C. 9, avion de reconnaissance stratégique biplace équipé d'un moteur Hispano-Suiza, 1931

Le Fokker C-IX est un bombardier et avion de reconnaissance biplan monomoteur.
Après l'échec du Fokker C.VIII, le besoin d'un nouveau bombardier et avion de reconnaissance subsiste. Prévu pour un équipage de deux personnes le C-IX est développé à partir du Fokker CV auquel il est très similaire. L'avion est légèrement plus lourd et plusieurs modifications sont apportées. Un réservoir de carburant de 390 litres est situé derrière le moteur et l'aile supérieure contient des réservoirs de 352 litres, soit un total de 742 litres. Le C-IX est difficile à distinguer du CV. La surface et la forme de l'aile sont presque les mêmes. Les amortisseurs du train d'atterrissage et la mitrailleuse placée dans le bas du fuselage sont les meilleurs points d'identification quand l'avion est au sol.
En 1931, la force aérienne néerlandaise n'a mis en service que cinq C-IX portant les numéros d'immatriculation 661 à 665. Ils restent en service jusqu'au 10 mai 1940 avec en dernière partie de leur vie opérationnelle une utilisation en tant que remorqueurs de cibles. Ils n’ont pas pris part aux combats. Le 661 est en réparation chez Fokker et tombe aux mains des Allemands. Les autres ont été perdus dans les jours de mai.
Un avion est vendu à la Suisse ou, selon une autre source, c'est le prototype qui y est fabriqué par les Ateliers fédéraux de construction (A+C) de Thoune en collaboration avec Fokker. Il reçoit l'immatriculation 301 puis CH-301. Peu satisfaits des performances, les suisses cantonnent cet avion au rôle de banc d'essai volant pour diverses installations. Il est réformé en 1947.